# Kraaijenbergse Plassen

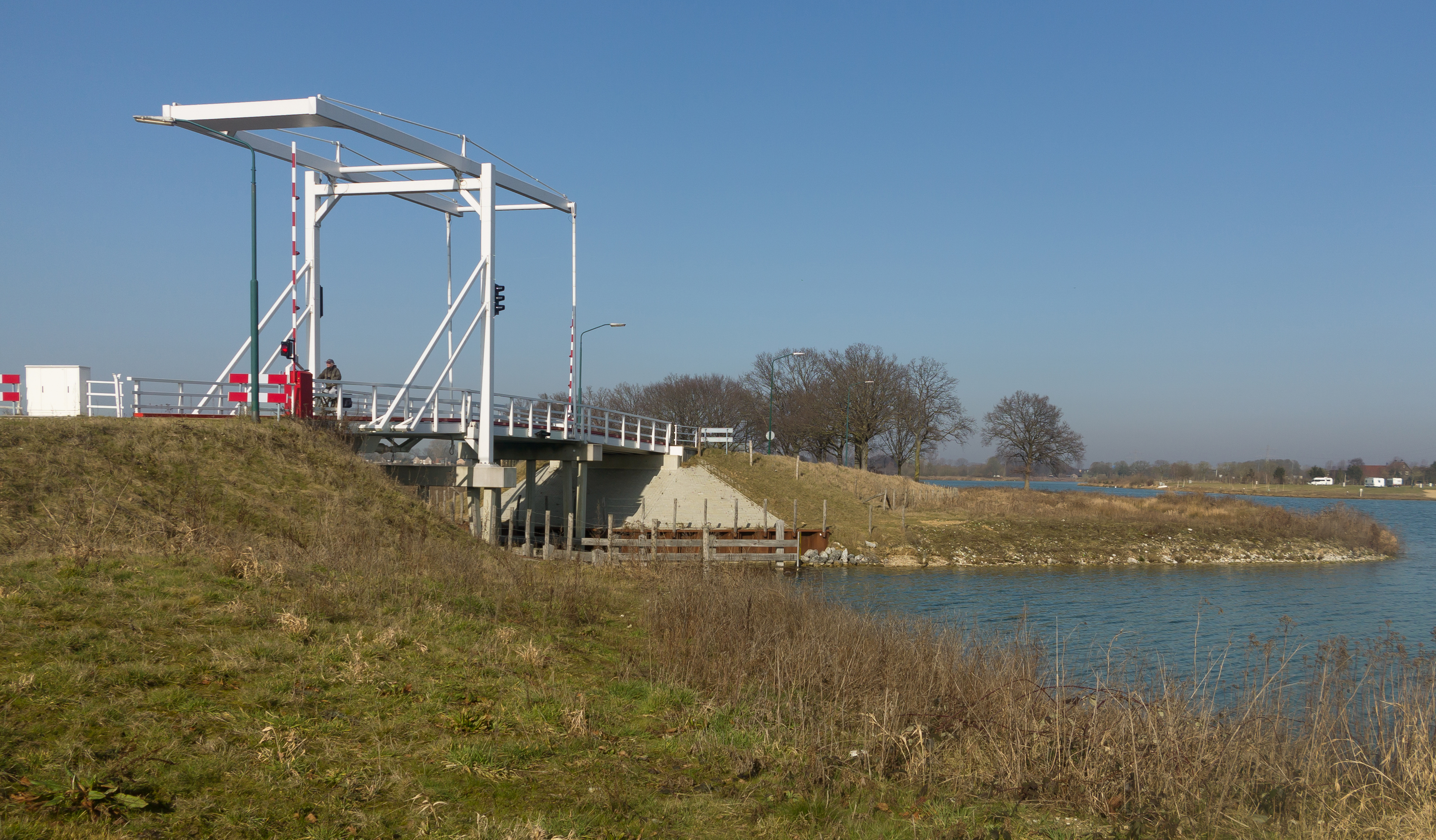
Kraaijenbergse Plassen, ophaalbrug

De Kraaijenbergse Plassen vormen een uitgestrekt plassengebied van ruim 400 ha. De plassen bevinden zich in de gemeente Land van Cuijk in de Nederlandse provincie Noord-Brabant. De plassen zijn sinds 1968 ontstaan door de winning van industriezand, grind en klei.
Oorspronkelijk maakte dit dunbevolkte gebied deel uit van de Beerse Overlaat. De zandwinningsactiviteiten, die in 2010 zijn beëindigd, hebben een plassengebied doen ontstaan dat zich uitstrekt evenwijdig aan de Maas van de Cuijkse haven in het oosten tot Gassel in het westen en van de Maas in het noorden tot Beers in het zuiden. Het dorp Linden werd door deze activiteiten vrijwel omringd door water.
Er is in totaal 30.000 kton industriezand, 4.000 kton grind, 2,5 miljoen m3 ophoogzand en 1 miljoen m3 klei gewonnen.
In 1991 werd het gebied losgekoppeld van het aanwezige oppervlaktewater doordat de Sluisgraaf, de waterloop die hier oorspronkelijk liep, werd omgelegd. Sindsdien worden de plassen gevoed door grondwater van een goede kwaliteit.
De ontstane plassen zijn genummerd van 1 t/m 9. Een deel van deze plassen is of wordt ingericht voor recreatie (zeilen, zwemmen, surfen, vissen), terwijl een ander deel, waarvan de kern door Plas 5, de meest westelijke plas, gevormd wordt, onderdeel van een nieuw ingericht natuurgebied uitmaakt. Ten noorden van Plas 5 liggen nog twee kleinere plassen, het Gat van Geluk, een kleiwinningsput ten behoeve van dijkversterking, en nu in gebruik als visvijver. Het Ganzenorgel is een rustgebied voor waterdieren. Dit is een verveend wilgenmoeras. Tussen plas 5 en 4 aan de kant van plas 4 is een afgescheiden terrein waar zich een naaktstrand bevindt. Boten dienen daar minimaal 20 m van de oever voor anker te gaan.

## Natuurgebied
Met name Plas 5 werd en wordt ingericht als natuurgebied, maar ook de oevers van Plas 4 en 7 kregen grillige contouren waar de natuur zich kon ontwikkelen. Aldus werd een gebied van 260 ha gecreëerd dat wordt beheerd door de stichting Brabants Landschap.
Plas 5, die door een dam van de overige plassen is afgescheiden, werd een winterrustgebied voor watervogels. Meerkoet, bergeend en oeverzwaluw broeden er en in de oeverzone huist de blauwborst. Er werden meidoornheggen aangeplant waar de das zijn burchten kan bouwen. De roodborsttapuit, de grasmus en de bosrietzanger broeden er.
Aan de randen van de plas vindt men De Cork en De Geest. Dit zijn oude rivierduinen. Hier is kleinschalig cultuurlandschap en vindt men gevlekte aronskelk, rapunzelklokje en grasklokje. Hier ligt ook het Geesterbos, een oud eikenhakhoutbosje waar dassenburchten te vinden zijn en bosanemoon en gewone salomonszegel groeien.
Er zijn wandelingen in het gebied uitgezet en er lopen fietspaden door een deel van het gebied.